# Championnats du monde de cyclisme sur piste 1983
Navigation
Leicester 1982 Barcelone 1984
Les championnats du monde de cyclisme sur piste 1983 ont eu lieu à Zurich en Suisse en 1983. Les compétitions se sont déroulées au vélodrome de Zurich-Oerlikon. 
Quatorze épreuves sont disputées : 12 par les hommes (5 pour les professionnels et 7 pour les amateurs) et deux par les femmes.

## Résultats

### Hommes

#### Podiums professionnels
| Compétition            | Or                      | Argent                   | Bronze                      |
| ---------------------- | ----------------------- | ------------------------ | --------------------------- |
| Keirin                 | Urs Freuler Suisse      | Danny Clark Australie    | Gilbert Hatton États-Unis   |
| Vitesse individuelle   | Kōichi Nakano Japon     | Yavé Cahard France       | Ottavio Dazzan Italie       |
| Poursuite individuelle | Steele Bishop Australie | Robert Dill-Bundi Suisse | Hans-Henrik Ørsted Danemark |
| Course aux points      | Urs Freuler Suisse      | Guido Bontempi Italie    | Gary Sutton Australie       |
| Demi-fond              | Bruno Vicino Italie     | René Kos Pays-Bas        | Martin Havik Pays-Bas       |

#### Podiums amateurs
| Compétition            | Or                                                                              | Argent                                                                       | Bronze                                                                |
| ---------------------- | ------------------------------------------------------------------------------- | ---------------------------------------------------------------------------- | --------------------------------------------------------------------- |
| Kilomètre              | Sergueï Kopylov Union soviétique                                                | Gerhard Scheller Allemagne de l'Ouest                                        | Lothar Thoms Allemagne de l'Est                                       |
| Vitesse individuelle   | Lutz Hesslich Allemagne de l'Est                                                | Sergueï Kopylov Union soviétique                                             | Michael Hübner Allemagne de l'Est                                     |
| Poursuite individuelle | Viktor Kupovets Union soviétique                                                | Bernd Dittert Allemagne de l'Est                                             | Dainis Liepiņš Union soviétique                                       |
| Poursuite par équipes  | Allemagne de l'Ouest Rolf Gölz Roland Günther Gerhard Strittmatter Michael Marx | Allemagne de l'Est Carsten Wolf Mario Hernig Bernd Dittert Hans-Joachim Pohl | Tchécoslovaquie Pavel Soukop Aleš Trčka František Raboň Robert Sterba |
| Course aux points      | Michael Marcussen Danemark                                                      | Hans-Joachim Pohl Allemagne de l'Est                                         | Ivan Romanov Union soviétique                                         |
| Demi-fond              | Rainer Podlesch Allemagne de l'Ouest                                            | Mattheus Pronk Pays-Bas                                                      | Walter Baumgartner Suisse                                             |
| Tandem                 | France Philippe Vernet Franck Depine                                            | Tchécoslovaquie Ivan Kucirek Pavel Martinek                                  | Allemagne de l'Ouest Dieter Giebken Fredy Schmidtke,                  |

### Femmes
| Compétition            | Or                           | Argent                                  | Bronze                   |
| ---------------------- | ---------------------------- | --------------------------------------- | ------------------------ |
| Vitesse individuelle   | Connie Paraskevin États-Unis | Claudia Lommatzsch Allemagne de l'Ouest | Isabelle Nicoloso France |
| Poursuite individuelle | Connie Carpenter États-Unis  | Cynthia Olavarri États-Unis             | Jeannie Longo France     |

## Tableau des médailles
| Rang | Nation               | Or | Argent | Bronze | Total |
| ---- | -------------------- | -- | ------ | ------ | ----- |
| 1    | Allemagne de l'Ouest | 2  | 2      | 0      | 4     |
| 2    | Union soviétique     | 2  | 1      | 2      | 5     |
| 3    | États-Unis           | 2  | 1      | 1      | 4     |
| -    | Suisse               | 2  | 1      | 1      | 4     |
| 5    | Allemagne de l'Est   | 1  | 3      | 2      | 6     |
| 6    | France               | 1  | 1      | 2      | 4     |
| 7    | Australie            | 1  | 1      | 1      | 3     |
| -    | Italie               | 1  | 1      | 1      | 3     |
| 9    | Danemark             | 1  | 0      | 1      | 2     |
| 10   | Japon                | 1  | 0      | 0      | 1     |
| 11   | Pays-Bas             | 0  | 2      | 1      | 3     |
| 12   | Tchécoslovaquie      | 0  | 1      | 1      | 2     |